# Ligne 5 du métro de Francfort
Pour les articles homonymes, voir Ligne 5 et U5.
La ligne U5 fait partie du réseau du métro de Francfort. Elle relie la Bahnhofsviertel à Preungesheim dans le centre-ville.
Elle fut inaugurée en 1974 et compte actuellement 16 stations pour une longueur de 7,8 km. 